# Liste von 3D-Filmen
In den  Listen von 3D-Filmen werden bekannte Vertreter des 3D-Films aufgelistet. Die Vollständigkeit der Listen kann selbstverständlich nicht geleistet werden. Sie sind nach Schaffensperioden geordnet.

## 3D-Filme

### 4D-Filme
In verschiedenen deutschen und internationalen Freizeitparks gibt es als Attraktion auch Kurzfilme in 3D mit zusätzlichen Effekten, die auch als 4D-Film bezeichnet werden, so im Walt Disney World Resort Captain EO (mit Michael Jackson) oder bei Universal T2 3-D: Battle Across Time oder auch Shrek 4-D.